# Doogie White
Doogie White (ur. 7 marca 1960 w Motherwell) - szkocki wokalista rockowy znany głównie ze współpracy z grupą Rainbow. W l. 1984-88 występował z własnym zespołem La Paz, a następnie śpiewał w Midnight Blue i Praying Mantis (1991 oraz 2003). W 1994 r. do współpracy zaprosił go Ritchie Blackmore, z którego zespołem występował do 1997 r. W 2000 r. związał się z zespołem Cornerstone, z którym nagrywa i koncertuje do dzisiaj. W międzyczasie współpracował także z Yngwie'em Malmsteenem. W latach 2008–2014 występował w grupie heavymetalowej Tank. W 2011 roku wznowił działalność swojego pierwszgo zespołu La Paz i nagrał z nim nowe wersje starych kompozycji.

## Dyskografia
- La Paz - Old Habits Die Hard (1985)
- La Paz - The Amy Tapes (1988)
- Midnight Blue - Take The Money And Run (1994)
- Ritchie Blackmore's Rainbow - Stranger In Us All (1995)
- Chain - Eros Of Love And Destruction (1997)
- Cornerstone - Arrival (2000)
- Yngwie Malmsteen - Attack!! (2002)
- Cornerstone - Human Stain (2002)
- Cornerstone - Once Upon Our Yesterdays (2003)
- Gary Hughes - Once And Future King Part II] (2003)
- Praying Mantis - The Journey Goes On (2003)
- Takayoshi Ohmura - Nowhere To Go (2004)
- Liesegang / White - Visual Surveillance of Extremities (2005)
- Yngwie Malmsteen - Unleash The Fury (2005)
- Cornerstone - In Concert (2005)
- Cornerstone - Two Tales Of One Tomorrow (2007)
- Empire - Chasing Shadows (2007)
- Tank - War Machine (2010)
- Demon's Eye - The Stranger Within (2011)
- Tank - War Nation (2012)
- La Paz - Granite (2012)
- Michael Schenker's Temple Of Rock - Temple of Rock: Live in Europe (2012)
- Michael Schenker's Temple Of Rock - Bridge the Gap (2013)
- La Paz - The Dark and the Light (2013)
- White/Appice/Mendoza/Iggy - Kill The King (2014)
- Stardust Reverie Project - Proclamation of Shadows (2015)
- Demon's Eye - Under the Neon (2015)
- Doogie White & La Paz - Shut Up And Rawk (2016)

DVD
- White Noise - In The Hall Of The Mountain King (2004)
- M 3 - Rough an’ Ready (2005)
- Rainbow - The Ultimate Review (2005)
- Rainbow - In Their Own Words (2006)